# Жолецький сільський округ
Жоле́цький сільський округ (каз. Жөлек ауылдық округі, рос. Жолекский сельский округ) — адміністративна одиниця у складі Шиєлійського району Кизилординської області Казахстану. Адміністративний центр — село Жолек.
Населення — 1706 осіб (2021; 1770 у 2009, 1757 у 1999, 1920 у 1989).
Станом на 1989 рік існувала Жулецька сільська рада (села Жуан-Тюбе, Жулек, Кзил-Каїн, Ортакшил). Пізніше села Кизилкаїн та Ортакшил утворили окремий Ортакшильський сільський округ.

## Склад
До складу округу входять такі населені пункти:
| Населений пункт | Колишні назви | Населення, осіб (1989) | Населення, осіб (1999) | Населення, осіб (2009) | Населення, осіб (2021) |
| --------------- | ------------- | ---------------------- | ---------------------- | ---------------------- | ---------------------- |
| Жолек, село     | Жулек         | 1610                   | 1548                   | 1611                   | 1526                   |
| Жуантобе, село  | Жуан-Тюбе     | 310                    | 209                    | 159                    | 180                    |